# 福厦铁路
福厦铁路，媒体和坊间早期称为福厦高速铁路，是中国福建省境内一条连接福州市和厦门市的快速铁路，为国家I级沿海双线电气化铁路线，也是杭福深客运专线的组成部分，由南昌铁路局管辖运营，于2005年9月30日开始建设，设计时速250公里。2009年7月20日全线贯通，2010年4月26日正式通车运营。列车原运行时速为250公里，为保障铁路运营安全中国铁道部于2011年7月1日起实行新的列车运行图，福厦铁路运行时速下调至200公里。

## 历史
- 2004年7月，经中華人民共和國國務院批准，福厦铁路正式立项。
- 2005年7月，中華人民共和國國家發展和改革委員會批准《福厦铁路可行性研究报告》。
- 2005年9月30日，后溪特大桥、晶岭二号隧道及木兰溪特大桥开工建设，福厦铁路正式动工。
- 2005年12月，铁道部和福建省联合批复福厦铁路初步设计。
- 2006年4月，福厦铁路泉州段3个控制性工程先行动工建设。
- 2006年6月，福厦铁路共30个控制性工程全面开工。
- 2007年11月5日，福厦铁路铺架首片箱梁。
- 2008年3月8日，后溪特大桥正线贯通。
- 2008年9月12日，福厦铁路闽江特大桥合龙。[4][5]
- 2009年3月8日，福厦铁路正式铺轨。
- 2009年7月20日，福厦铁路全线贯通。
- 2009年7月31日，木兰溪特大桥主体工程全部结束。
- 2009年8月23日，厦门跨海特大桥主体工程完工。
- 2009年9月30日，福厦铁路左线在泉州接轨。
- 2009年10月15日，福厦铁路右线在莆田接轨。
- 2009年11月10日，福厦铁路厦门岛内段开始铺轨，于12月20日完成。
- 2009年12月31日，福厦铁路开通货物列车运营.
- 2010年4月26日，福厦铁路正式通车运营。
- 2011年8月28日，福厦铁路实行新运行图，最高运行时速下调至200公里，同时票价下浮5%左右。
- 2012年10月9日，福厦铁路惠安站站房奠基。
- 2015年2月4日，福厦铁路惠安站、仙游站正式启用
- 2018年4月29日，因翔安-晋江段设备故障，造成福厦铁路发生大面积晚点，晚点时间最长达104分钟[6]

## 沿途站点
福厦铁路全线长274.9公里，总投资152.59亿人民幣，其中路基长度166.378公里，占路线长度的63.1%，桥梁共183座，长度72029.34米，占路线总长的24.09%，隧道共36座，长27791米，占路线总长的12.81%。
自福州南站至厦门站全线共设14个车站，途经福州南站、福清站、渔溪站（预留）、涵江站、莆田站、仙游站、惠安站、泉州站、晋江站、翔安站（内厝镇站曾厝，預留）、厦门北站、杏林站、厦门高崎站、厦门站。
| 福厦铁路 |          |          |            |                           |                                   |        |            |          |
| 所在地区 | 所在地区 | 所在地区 | 车站       | 福州南站起计里程 （公里） | 连接铁路                          | 等级   | 规模       | 备注     |
| 福建省   | 福州市   | 晋安区   | 福州站     | -                         | 昌福铁路、峰福铁路、 合福客运专线 | 一等站 | 7站台14线  |          |
| 福建省   | 福州市   | 仓山区   | 福州南站   | 0                         | 温福铁路、福平铁路、 福厦客运专线 | 特等站 | 15站台30线 |          |
| 福建省   | 福州市   | 福清市   | 福清站     | 36                        |                                   |        | 2站台5线   |          |
| 福建省   | 莆田市   | 涵江区   | 涵江站     | 66                        |                                   |        | 2站台4线   |          |
| 福建省   | 莆田市   | 秀屿区   | 莆田站     | 86                        | 永莆铁路、福厦客运专线            | 一等站 | 3台10线    |          |
| 福建省   | 莆田市   | 仙游县   | 仙游站     | 110                       |                                   |        | 2站台6线   |          |
| 福建省   | 泉州市   | 惠安县   | 惠安站     | 139                       |                                   |        | 2站台4线   |          |
| 福建省   | 泉州市   | 丰泽区   | 泉州站     | 155                       | 兴泉铁路                          | 一等站 | 5站台11线  |          |
| 福建省   | 泉州市   | 晋江市   | 晋江站     | 180                       |                                   | 二等站 | 2站台5线   |          |
| 福建省   | 厦门市   | 集美区   | 厦门北站   | 226                       | 厦深铁路、福厦客运专线            | 一等站 | 13站台27线 |          |
| 福建省   | 厦门市   | 湖里区   | 厦门高崎站 |                           |                                   | 二等站 | 3站台6线   | 不办客运 |
| 福建省   | 厦门市   | 思明区   | 厦门站     |                           |                                   | 一等站 | 5站台9线   |          |

## 技术应用
根据运输需要，这条铁路要建成客货混运的高铁，设计单位因此在修建过程中遇到了新问题。各界对此多有争议。2002年，中铁二院作项目可行性进行研究就遇到难题：客货混运的高铁曲线不知道应该遵守什么样的设计参数。翟婉明研究组仿真分析了普通货车与高速客车以不同速度在各种不同半径曲线轨道上运行时的动态行为，最终找到了同时能够满足两者安全平稳性的曲线设计参数。国际上罕见的高铁客货混运规范由此开始研究并得以诞生。